# Monti Clark
I monti Clark sono una catena montuosa situata nella parte nord-occidentale della Terra di Marie Byrd, in Antartide. Sita in particolare sulla costa di Ruppert, la catena, che fa parte del più vasto gruppo delle catene Ford, si estende per circa 25 km in direzione est-ovest, una ventina di chilometri a est dei monti Allegheny, e la sua vetta più alta è quella del monte Jones, che arriva a 1260 m s.l.m..

## Storia
Scoperti nel 1934 durante ricognizioni aeree effettuate nel corso della spedizione antartica comandata da Richard Evelyn Byrd e successivamente cartografati grazie a ricognizioni aeree e terrestri condotte dal Programma Antartico degli Stati Uniti d'America tra il 1939 e il 1941, i monti Clark sono stati così battezzati dal Comitato consultivo dei nomi antartici in omaggio all'Università Clark, di Worcester, in Massachusetts.